# Lewinia muelleri
Lewinia muelleri е вид птица от семейство Rallidae. Видът е световно застрашен, със статут Уязвим.

## Разпространение
Видът е разпространен в Нова Зеландия.